# Alvin Liberman
Alvin Liberman (/ˈlɪbərmən/), né le 10 mai 1917 à Saint-Joseph, Missouri, et mort le 13 janvier 2000 à Mansfield, Connecticut, est un psychologue américain spécialiste de la perception de la parole.

## Biographie
Alvin Liberman fait des études de lettres à l'Université du Missouri à Columbia avant d'obtenir son Ph. D. en psychologie à l'Université de Yale en 1942. Il est une référence majeure dans le domaine de la perception de la parole. Il adopte un point de vue biologique sur le développement de la parole et fait partie des nativistes dans le débat controversé sur la part de l'inné et de l'acquis dans le développement du langage.
Il est professeur de psychologie à l'Université du Connecticut et de linguistique à l'Université de Yale et le président de Haskins Laboratories (en) de 1975 à 1986. Son intérêt pour la perception de la parole commence au début de sa carrière de chercheur, lorsqu'il participe à un projet avec Franklin Cooper de développement d'une machine à lire pour les aveugles en 1944. Il avait en tête de créer une correspondance acoustique pour chaque composante de l'alphabet anglais.
Dans les années 1960 et 1970, il développe, avec Ignace Mattingly (en), la théorie motrice de la perception de la parole. Selon cette théorie, la production et la reconnaissance de la parole font appel toutes deux à la perception de mouvements caractéristiques engagés dans la production de phonèmes. Son article Perception of the Speech Code publié en 1967, demeure l'un des articles les plus cités en psychologie. 
Il s'est aussi penché sur la psychologie de la lecture avec son épouse, Isabelle Liberman (en). Ensemble, ils élucident le « principe alphabétique » et le lien entre la reconnaissance phonémique et phonologique dans la lecture. Membre de l'Académie nationale des sciences ainsi que de nombreux autres groupements scientifiques, il reste un éminent personnage de la communauté scientifique internationale, et ce, même après avoir pris sa retraite . Son article Perception of the Speech Code publié en 1967, demeure l'un des articles les plus cités en psychologie. Ainsi, il continue à faire discours et présentations de toutes sortes et se voit récompensé par l'Académie finlandaise des sciences.
Alvin Liberman meurt, le 13 janvier 2000, à la suite de complications après son opération du cœur.
Son fils Mark Liberman (en), est professeur de phonétique et directeur de l'Institut de recherches en sciences cognitives à l'Université de Pennsylvanie.Son autre fils, M. Charles Liberman (en), enseigne l'otologie et la laryngologie à la Harvard Medical School et sa fille, Sarah Ash, est professeur associée en nutrition dans le département de bio-transformation des aliments et sciences de la nutrition à l'Université d'État de la Caroline du Nord. Sa descendance se compose également de neuf petits enfants.

## Travaux et recherches
Alvin Liberman est l'une des premières personnes à mener des recherches et des études expérimentales de terrain dans le domaine du développement de la parole. Par ses travaux, il voulait comprendre de manière approfondie quels étaient l'importance et le rôle de la parole dans la lecture et l'apprentissage de la lecture. Quelques-unes de ses recherches intensives ont été menées alors qu'il travaillait au sein des Laboratoires Haskins, il a ainsi déduit de ses travaux que les sons étaient perçus de manière très différente de ce que le sont les mots. Il lui paraissait évident que les mots, la vitesse de parole étaient liés au nombre de syllabes contenues dans les mots, ou en d'autres termes à « la complexité acoustique » (Whalen, 2000). « Lorsque les mots nous parviennent dans le cadre d'une conversation, ils ne nous apparaissent pas comme une série de mots individuels; il nous faut les extraire du discours ». Liberman et ses collègues ont entraîné un aveugle à lire grâce à une machine à lire qui remplaçait chaque lettre de l'alphabet par un son. Hélas, cette méthode n'a pas permis à la personne aveugle d'apprendre à lire ou de prononcer les lettres couramment. Après de longues investigations, Alvin a établi que la parole n'était pas qu'un simple alphabet acoustique. C'est pour cela que les signaux du langage et l'alphabet acoustique sont très différents (Fowler, 2001). De plus, Liberman voulait comprendre pourquoi l'apprentissage de la lecture se révélait plus difficile que la perception de la parole. Il a attribué cette plus grande difficulté au fait que l'être humain était biologiquement mieux adapté à la parole. Il a ainsi observé que les enfants qui éprouvaient des difficultés à la lecture, manquaient de conscience phonémique, autrement dit ils n'étaient pas en mesure de comprendre que les mots étaient formés de syllabes individuelles,.

## Honneurs et distinctions
- Membre de l'Académie nationale des sciences
- 1988 : Médaille F.O. Schmitt et Prix en Neurosciences
- 1980 : Récompense pour contribution scientifique par l'Association américaine de psychologie
- Médaille Warren . Society of Experimental Psychologists
- Membre de l'Académie américaine des arts et des sciences
- Docteur Honoris Causa à l'Université Libre de Bruxelles
- Doctorat honorifique en sciences, Université d'État de New York à Binghamton
- Prix d'excellence en recherche de l'association des anciens élèves de l'Université du Connecticut
- Titre de professeur émérite décerné par l'association des anciens élèves de l'Université du Connecticut
- Membre du Centre de recherche des sciences comportementales
- Membre de l'Acoustical Society of America
- Membre de l'Association américaine de psychologie
- 1964-65 : Bourse Guggenheim
- Médaille décernée par le Collège de France